# Convention pour le renouveau des Comores
Die Convention pour le Renouveau des Comores (CRC, dt.: „Versammlung zur Erneuerung der Komoren“) ist eine Partei in den Komoren.

## Geschichte
Die Partei wurde im September 2002 durch Mitglieder des Mouvement pour le Socialisme et la Démocratie, einer Gruppe von Politikern gegründet, welche aus der Front Démocratique des Comores ausgeschlossen worden waren. Bei den Wahlen 2004 errang die Partei 6 der 18 Sitze und wurde damit die einzige Opposition gegenüber der Allianz Camp des Îles Autonomes.
Die Partei errang 2 Sitze bei den Wahlen 2015, welche von den Abgeordneten Ali Mhadji und Charif Maoulana eingenommen wurden.
Im Januar 2020, bei den Wahlen dominierte die Partei von Präsident Azali Assoumani und gewann Angesichts von Wahlboykotten der Opposition die Mehrheit im Parlament. Die CRC gewann 17 von 24 Sitzen.